# Aldo Tarlao
Aldo Tarlao (Grado, 26 maart 1924) is een voormalig Italiaans roeier. Radi maakte zijn Olympische debuut tijdens de Olympische Zomerspelen 1948 en won toen de zilveren medaille in de twee-met-stuurman samen met Alberto Radi en Giovanni Steffè als bemanning. Tijdens de Olympische Zomerspelen 1952 eindigde hij vierde in de twee-met-stuurman.

## Resultaten
- Europese kampioenschappen roeien 1949 in Amsterdam  in de twee-met-stuurman
- Europese kampioenschappen roeien 1950 in Milaan  in de twee-met-stuurman
- Europese kampioenschappen roeien 1951 in Macon  in de twee-met-stuurman
- Olympische Zomerspelen 1948 in Londen  in de twee-met-stuurman
- Olympische Zomerspelen 1952 in Helsinki 4e in de twee-met-stuurman